# Proechimys trinitatus
Proechimys trinitatis
Espèce
Synonymes
- Oryzomys trinitatis J. A. Allen & Chapman, 1893 - protonyme[1]
- Proechimys trinitatis (J. A. Allen & Chapman, 1893)

Statut de conservation UICN

 DD  : Données insuffisantes
Répartition géographique
Proechimys trinitatus est une espèce de mammifères rongeurs de la famille des Echimyidae qui regroupe des rats épineux originaires d'Amérique latine.

## Publication originale
(en) Joel Asaph Allen et Frank Michler Chapman, « On a Collection of Mammals from the Island of Trinidas, with Descriptions of New Species », Bulletin of the American Museum of Natural History, vol. 5,‎ 1893, p. 203-234 (lire en ligne, consulté le 21 mars 2019).